# Mollicutes
Mollicutes je třída bakterií z kmene Firmicutes. Patří k ní druhy, které postrádají peptidoglykanovou buněčnou stěnu. Někdy je třída vyřazována do samostatného kmene Tenericutes.

## Zástupci
K zástupcům patří fytoplazmy a spiroplazmy, které způsobují bakteriální onemocnění rostlin. Patří k nejmenším prokaryotickým organismům. Souhrnně se jim často říká mykoplazmy. Jedinci jsou velmi malí, většinou 0,2-0,3 μm a liší se tvarem. Mnozí se mohou pohybovat (klouzavý pohyb, „gliding“). Mimo drobnou velikost mají také malé genomy, například Mycoplasma genitalium má jen 580 000 párů bází. Dnes víme, že se vyvinuly z grampozitivních bakterií s buněčnou stěnou (Firmicutes).
Některé Mollicutes způsobují onemocnění, zejména v dýchací a urogenitální soustavě. K nim patří některé druhy rodů Mycoplasma, Ureaplasma a podobně:
| Rod          | Cholesterol | Hostitel                  | Další vlastnosti                                                                                             |
| ------------ | ----------- | ------------------------- | --- |
| Mycoplasma   | pos.        | Živočichové               | Mnoho patogenních druhů. Optimální pH 7,5. Průměrná velikost mikrokolonií 0,1-0,6 mm                         |
| Ureaplasma   | pos.        | Živočichové               | Několik patogenních druhů. Optimální pH 6,0. Produkují močovinu. Průměrná velikost mikrokolonií 0,01-0,05 mm |
| Acholeplasma | neg.        | Živočichové, půda, voda   | Většinou saprofytické, ojediněle i patogenní druhy. Průměrná velikost mikrokolonií 0,1-1,0 mm                |
| Spiroplasma  | pos.        | Rostliny, hmyz            | Některé druhy patogenní                                                                                      |
| Anaeroplasma | v           | Živočichové               | Komensálové. Anaerobní růst                                                                                  |
| Thermoplasma | neg.        | Kyselá teplá vodní zřídla | Saprofyté. Optimální růst při teplotě 59 °C a pH 1-2                                                         |

pos. = pro růst vyžaduje přítomnost cholesterolu, neg. = pro růst nevyžaduje cholesterol, v = požadavek na přítomnost cholesterolu je variabilní